# Edolisoma
Edolisoma és un gènere d'ocells de la família dels campefàgids (Campephagidae ).

## Taxonomia
Segons la Classificació del Congrés Ornitològic Internacional (versió 10.2, 2020) aquest gènere està format per 22 espècies:
- Edolisoma anale - eruguera de Nova Caledònia.
- Edolisoma ostentum - eruguera alablanca.
- Edolisoma coerulescens - eruguera negrosa.
- Edolisoma montanum - eruguera ventrenegra.
- Edolisoma dohertyi - eruguera de Sumba.
- Edolisoma dispar - eruguera de les Kai.
- Edolisoma schisticeps - eruguera capgrisa.
- Edolisoma ceramense - eruguera pàl·lida.
- Edolisoma mindanense - eruguera de les Filipines.
- Edolisoma salomonis - eruguera de Makira.
- Edolisoma holopolium - eruguera de les Salomó.
- Edolisoma morio - eruguera de Sulawesi.
- Edolisoma incertum - eruguera d'espatlles negres.
- Edolisoma remotum - eruguera de la Melanèsia.
- Edolisoma sula - eruguera de les Sula.
- Edolisoma tenuirostre - eruguera becfina.
- Edolisoma admiralitatis - eruguera de les illes de l'Almirallat.
- Edolisoma monacha - eruguera de les Palau.
- Edolisoma nesiotis - eruguera de Yap.
- Edolisoma insperatum - eruguera de Pohnpei.
- Edolisoma melas - eruguera de Nova Guinea.
- Edolisoma parvulum - eruguera de Halmahera.